# Géographie de la Corée du Sud
La Corée du Sud est située à l'est de l'Asie, sur la moitié méridionale de la péninsule coréenne avançant en saillie hors de l'Extrême-Orient de la masse de terre asiatique. Le seul pays adjacent est la Corée du Nord, au nord avec 238 km de frontière le long de la zone démilitarisée (DMZ). La Corée du sud est surtout entourée par l'eau et possède donc 2 413 km de littoral le long de trois mers, la mer Jaune à l'ouest, la mer de Chine du sud-ouest au sud-est, et à l'est la mer du Japon (ou mer de l'Est pour les Coréens).
Avec 98 480 km2, la Corée du Sud est légèrement plus petite que la Bulgarie. 290 km2 de la Corée du sud sont occupés par l'eau douce. Les coordonnées approximatives sont 37° nord, 127° 30 est.
La Corée du Sud possède près de 3 000 îles réparties à l'ouest et au sud de la péninsule.

## Géographie physique

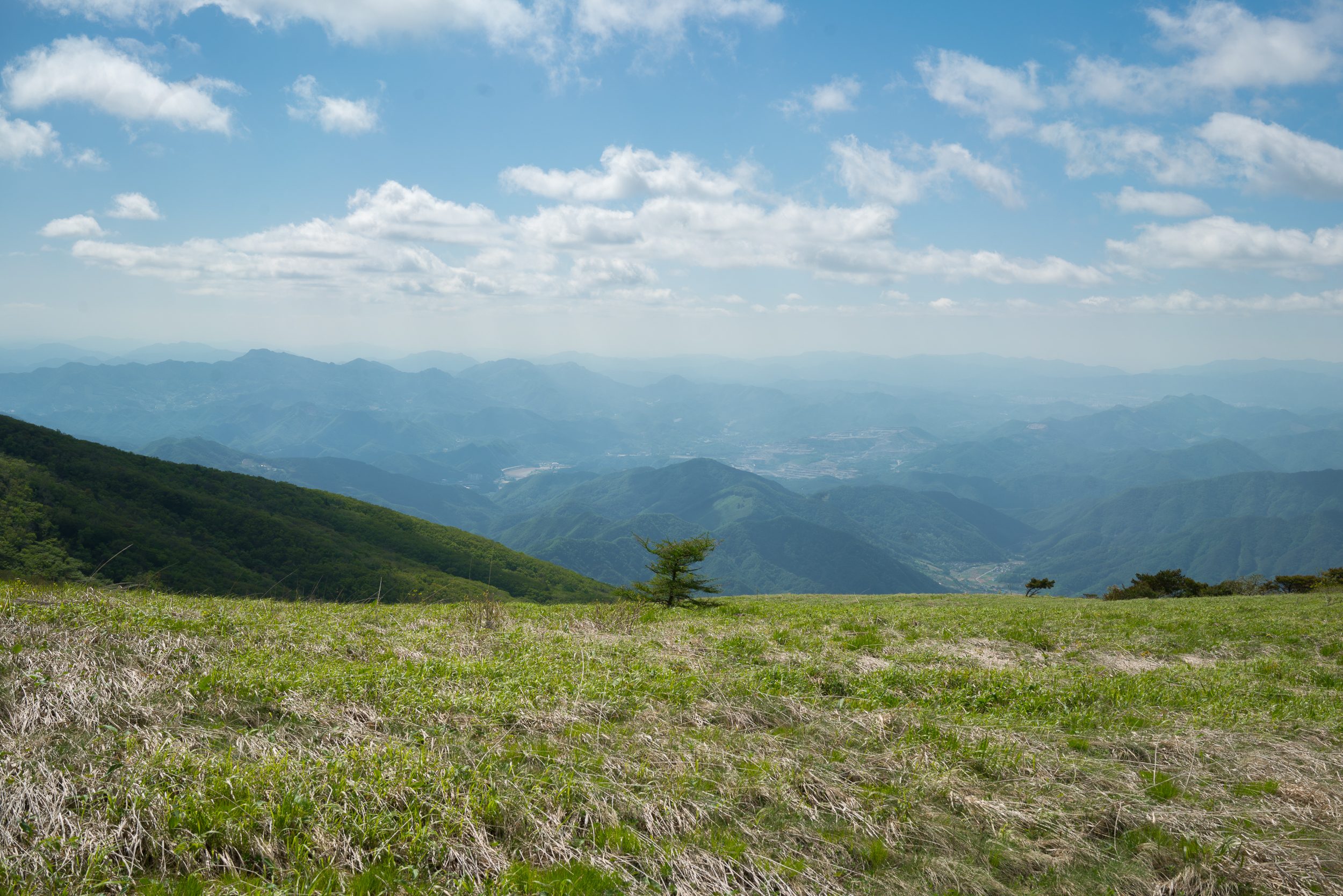
Un petit arbre poussant sur les sommets des monts Sobaek en Corée du Sud. Mai 2018.

Le territoire sud-coréen est composé à 70 % de montagnes, orientées dans l'axe nord-sud, rendant les communications est-ouest difficiles. La chaîne des monts Taebaek construit la forme en arc de la côte Est, sur un axe Nord-Sud.
Le mont Halla (Hallasan), sur l'île de Jeju, est le point culminant de la Corée du Sud avec 1 950 m. Sur le continent le volcan Hallasan (1 950 m) et le mont Jiri (Jirisan) (1 915 m) sont les points culminants en Corée du Sud, suivis du mont Seorak (Seoraksan) à 1 708 m. La chaîne du mont Seorak, les monts Taebaek, très proches de la côte Est, font barrage aux entrées maritimes depuis la mer de l'Est (ou mer du Japon) et produisent des hivers secs et froids sur le versant Ouest. Le versant Est subit de temps à autre des typhons venus de la mer du Japon. Sur cette face Est les terrains sont profondément ravinés par les précipitations importantes, les galets constituent les lits des torrents et rivières. Le versant Ouest, peu érodé, présente des collines douces et des plaines agricoles aux sols riches. 
À la différence du Japon ou des provinces septentrionales de la Chine, la péninsule coréenne est géologiquement stable. Il n'y a aucun volcan actif et il n'y a eu aucun tremblement de terre fort.
Le Nakdong est le plus long fleuve de la Corée du Sud (521 kilomètres). Le fleuve Han, qui traverse Séoul, est de 514 kilomètres de long, et le fleuve Geum est de 401 kilomètres de long. D'autres fleuves principaux incluent l'Imjin, qui traverse la Corée du Nord et la Corée du Sud et forme un estuaire avec le fleuve Han, le Bukhan, un tributaire du Han qui sort également de la Corée du Nord, et le Somjin. Les fleuves principaux coulent du nord au sud ou est-ouest et finissent dans la mer Jaune ou le détroit de Corée. Ils tendent à être larges et peu profonds avec de grandes variations saisonnières de débit. Pour la Corée du Nord on peut reprendre exactement les mêmes critères.

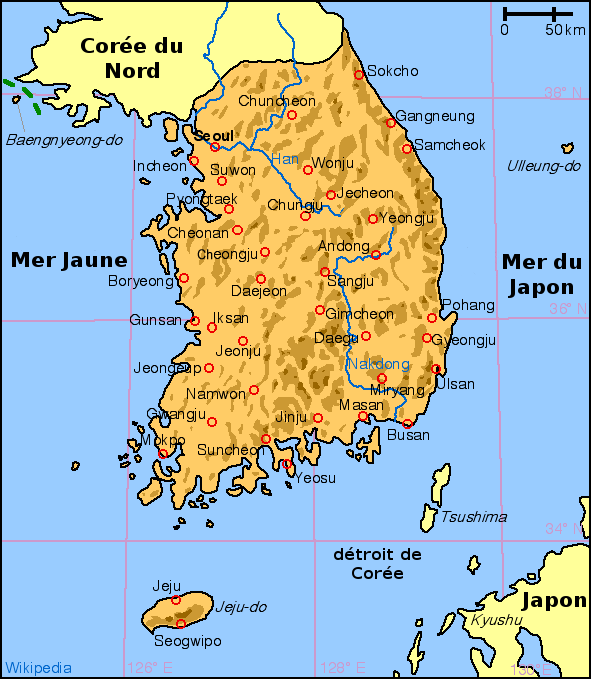

## Climat
La Corée du Sud a un climat continental humide (Dwa selon la classification de Köppen) à l'exception des côtes du sud et de l'est où le gel ne sévit pratiquement pas pendant les journées d'hiver et qui entrent donc dans la catégorie du climat subtropical humide (Cwa) mais avec quatre saisons distinctes.
Les hivers sont froids, secs, ensoleillés et ventés de décembre à février avec des chutes de pluie et de neige occasionnelles.
Le printemps commence fin mars début avril lorsque les arbres reverdissent. De mars à mai, le temps est très clément.
Les étés sont chauds et humides avec une végétation abondante. Les températures maximales moyennes atteignent 30 °C. La mousson commence habituellement vers la fin juin pour se terminer en septembre. Le mois d'août reste chaud et humide avec moins de précipitations.
L'automne commence fin septembre, les vents continentaux arrivent et un climat clair et sec permet à la saison automnale d'être avec le printemps la période la plus agréable de l'année. En octobre le panorama coloré des arbres devient éblouissant.
Sur les côtes du Sud, la végétation naturelle est une forêt toujours verte de type laurisylve tandis que la plus grande partie du pays est normalement couverte par une forêt décidue. Dans le Nord-Est, là où les montagnes sont plus élevées, la rigueur du climat permet aux conifères de se développer et de former un biome de forêts mixtes caractérisé notamment par la présence de pin de Corée et de sapin de Mandchourie.

## Ressources naturelles
La Corée du Sud produit du charbon, du tungstène, du graphite et du molybdène.
- Utilisation des terres
  - terres arables : 19 %
  - récoltes permanentes : 2 %
  - pâturages permanents : 1 %
  - forêts et régions boisées : 65 %
  - autres : 13 % (1993 est.)
- Terres irriguées : 13 350 km2 (1993 est.)

Armand

## Géographie humaine
Il y a environ 50 millions d'habitants en Corée du Sud, avec une densité de 492 habitants au km2. La population est surtout située dans les villes, principalement les agglomérations de Séoul et de Busan.
30 000 Mongols vivent et travaillent en Corée du Sud, d'où ils envoient leur salaire à leur famille restée en Mongolie.

## Géographie administrative

Subdivisions administratives de Corée du Sud

La Corée du Sud est divisée en plusieurs régions administratives. Les principales subdivisions consistent en neuf provinces (do), six villes métropolitaines (gwangyeogsi), et deux villes spéciales (teukbyeolsi). Administrativement, les villes ont le même statut que les provinces. 
Les subdivisions secondaires sont : l'arrondissement (gu), la ville (si) et le district (gun), qui sont eux-mêmes composés de bourgs (eup), communes rurales (myeon), de quartiers (dong ou gu) et de villages (ri).
Les villes spéciales sont les deux villes qui accueillent les institutions gouvernementales.
- La première est Séoul (1), la capitale du pays.
- La deuxième est Sejong (17) depuis le 1er juillet 2012. C'est une ville nouvelle qui doit accueillir les ministères à partir de 2013-2014, seule la présidence restant à Séoul. C'est une ville spéciale autonome.

Les six villes métropolitaines sont :
- 2 - Busan
- 3 - Daegu
- 4 - Incheon
- 5 - Gwangju
- 6 - Daejeon
- 7 - Ulsan

Les neuf provinces sont :
- 8 - Gyeonggi
- 9 - Gangwon
- 10 - Chungcheong du Nord
- 11 - Chungcheong du Sud
- 12 - Jeolla du Nord
- 13 - Jeolla du Sud
- 14 - Gyeongsang du Nord
- 15 - Gyeongsang du Sud
- 16 - Jeju (province autonome spéciale)

### Source
- Rob Bowden, « Landscape and Climate », in Countries of the World. South Korea, Facts on File Inc., New York, 2005, p. 12–15.